# Triple saut masculin aux championnats du monde d'athlétisme en salle 2004
Navigation
2003 2006
Le concours du triple saut masculin des championnats du monde en salle de 2004 s'est déroulé les 5 et 7 mars 2004 au Papp László Budapest Sportaréna de Budapest, en Hongrie. Il est remporté par le Suédois Christian Olsson qui égale le record du monde en salle avec 17,83 m.

## Résultats

### Finale
| Rang               | Athlète           | Pays        | Essais | Essais | Essais | Essais | Essais | Essais | Marque | Note |
| Rang               | Athlète           | Pays        | 1      | 2      | 3      | 4      | 5      | 6      | Marque | Note |
| ------------------ | ----------------- | ----------- | ------ | ------ | ------ | ------ | ------ | ------ | ------ | ---- |
| Médaille d'or      | Christian Olsson  | Suède       | 17.30  | 17.51  | 17.83  | –      | 17.45  | –      | 17.83  | =WR  |
| Médaille d'argent  | Jadel Gregório    | Brésil      | 16.87  | 17.43  | 16.88  | 17.28  | 17.01  | 17.21  | 17.43  |      |
| Médaille de bronze | Yoandris Betanzos | Cuba        | 14.56  | 17.07  | 17.23  | X      | X      | 17.36  | 17.36  |      |
| 4                  | Dmitrij Valukevic | Biélorussie | 17.07  | 17.14  | 17.22  | X      | 16.95  | X      | 17.22  |      |
| 5                  | Marian Oprea      | Roumanie    | 16.70  | 17.19  | 17.15  | 16.75  | X      | 16.92  | 17.19  | SB   |
| 6                  | Mykola Savolaynen | Ukraine     | 16.76  | X      | 16.67  | 16.53  | 16.73  | 16.95  | 16.95  |      |
| 7                  | Danil Burkenya    | Russie      | 16.28  | 16.53  | X      | 16.62  | 16.52  | 16.34  | 16.62  |      |
| 8                  | Julien Kapek      | France      | 16.01  | 16.43  | 16.48  | 16.37  | 16.50  | X      | 16.50  |      |

## Légende
Records et Performances
- AR : Record continental (area record)
- CR : Record des championnats (championship record)
- MR : Record du meeting (meet record)
- NR : Record national (national record)
- OR : Record olympique (olympic record)
- PR : Record paralympique (paralympic record)
- PB : Record personnel (personal best)
- SB : Meilleure performance personnelle de la saison (season's best)
- WL : Meilleure performance mondiale de l'année (world leader)
- WJR : Record du monde junior (world junior record)
- WR : Record du monde (world record)

Circonstances et Conditions
- DNF : N'a pas terminé (did not finish)
- DNS : N'a pas pris le départ (did not start)
- DQ : Disqualification (disqualification)
- NM : Aucun essai valable enregistré (No Mark)
- Q : Qualifié « directement » au prochain tour (ou à la prochaine compétition), lors d'une compétition majeure, grâce au classement ou à la réalisation des minima (automatic qualifier)
- q : Qualifié au prochain tour (ou à la prochaine compétition), lors d'une compétition majeure, grâce au repêchage ou à la réalisation de l'une des meilleures performances parmi celles des « non qualifiés directement » (grâce au meilleur temps ou à la meilleure distance par exemple) (secondary qualifier)